# Caltignaga
Caltignaga – miejscowość i gmina we Włoszech, w regionie Piemont, w prowincji Novara.

## Demografia
Według danych na rok 2004 gminę zamieszkiwało 2345 osób, 106,6 os./km². W 2010 liczba ludności wynosiła 2 569.